# Patrick Heusinger
Patrick Heusinger (Jacksonville, 14 febbraio 1981) è un attore statunitense.

## Biografia
Nato e cresciuto a Jacksonville, in Florida, dove ha frequentato la Douglas Anderson School of the Arts. Si è laureato alla Juilliard School.
Ha debuttato nel film del 2005 Sweet Land, ed è poi apparso in Tie a Yellow Ribbon, Il diario di una tata e Il cigno nero.
È celebre per i ruoli di Lord Marcus nella serie drammatica della CW Gossip Girl, e di Adam nella serie Royal Pains della USA Network. Ha avuto un ruolo ricorrente anche nella serie Girlfriends' Guide to Divorce. Altri crediti televisivi includono 30 Rock, The Good Wife, Law & Order - Unità vittime speciali, Rescue Me, Unforgettable e Terapia d'urto.
Dal 2006 al 2008 interpreta Lancillotto nel tour nazionale di Monty Python's Spamalot. Nel 2010, recita nella produzione di Broadway dei Naked Angels di Next Fall, candidata al Tony Award.
Nel 2013, è apparso come guest star nella serie drammatica di sopravvivenza della NBC Revolution, nei panni del cacciatore di taglie Adam. Nel 2017 è stato scelto per il ruolo dell'agente speciale Nick Durand nella serie AXN Absentia, presentata in anteprima nello stesso anno.

## Filmografia parziale

### Cinema
- Tie a Yellow Ribbon, regia di Joy Dietrich (2007)
- Il diario di una tata (The Nanny Diaries), regia di Shari Springer Berman e Robert Pulcini (2007)
- Il cigno nero (Black Swan), regia di Darren Aronofsky (2010)
- Frances Ha, regia di Noah Baumbach (2012)
- Jack Reacher - Punto di non ritorno (Jack Reacher: Never Go Back), regia di Edward Zwick (2016)

### Televisione
- Gossip Girl – serie TV, 4 episodi (2008)
- 30 Rock – serie TV, episodio 3x10 (2009)
- The Good Wife – serie TV, un episodio (2009)
- Law & Order - Unità vittime speciali (Law & Order: Special Victims Unit) – serie TV, episodio 11x09 (2009)
- Rescue Me – serie TV, un episodio (2010)
- Royal Pains – serie TV, 4 episodi (2010-2011)
- CSI: Miami – serie TV, episodio 9x10 (2011)
- Law & Order: LA – serie TV, episodio 17 (2011)
- The Protector – serie TV, un episodio (2011)
- Terapia d'urto (Necessary Roughness) – serie TV, un episodio (2011)
- Amici di letto (Friends with Benefits) – serie TV, 2 episodi (2011)
- Unforgettable – serie TV, un episodio (2011)
- Revolution – serie TV, 3 episodi (2013)
- Bones – serie TV, un episodio (2013)
- Castle – serie TV, episodio 6x04 (2013)
- Girlfriends' Guide to Divorce – serie TV, 11 episodi (2014-2017)
- A to Z – serie TV, un episodio (2015)
- Casual – serie TV, 7 episodi (2017)
- Absentia – serie TV, 30 episodi (2017-2020)
- Corporate – serie TV, 2 episodi (2018-2020)
- Law & Order - I due volti della giustizia (Law & Order) – serie TV, un episodio (2022)

## Doppiatori italiani
Nelle versioni in italiano delle opere in cui ha recitato, Patrick Heusinger è stato doppiato da:
- Gianfranco Miranda in Gossip Girl, Castle
- Emiliano Coltorti in Frances Ha, Law & Order: LA
- Francesco Bulckaen in Jack Reacher - Punto di non ritorno
- Alessandro Rigotti in Law & Order - Unità vittime speciali
- Vittorio Guerrieri in Absentia
- Fabrizio Manfredi in Girlfriends' Guide to Divorce
- Giorgio Borghetti in Royal Pains
- Lorenzo Scattorin in Quantum Break
- Renato Novara in 30 Rock
- Edoardo Stoppacciaro in CSI: Miami